# 2018 GK4
2018 GK4 è un asteroide di piccole dimensioni del diametro di circa 20 metri. È stato scoperto l'14 aprile 2018 dal telescopio dell'Osservatorio di Monte Lemmon. Presenta un'orbita caratterizzata da un semiasse maggiore pari a 2,0150437 au e da un'eccentricità di 0,5323220, inclinata di 5,27447° rispetto all'eclittica.